# ブラックバーン リンコック

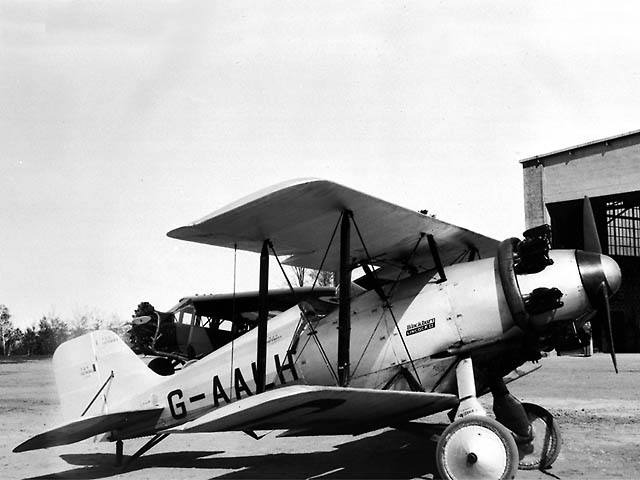
リンコック II

ブラックバーン リンコック（Blackburn F.2 Lincock）は1920年代後期のイギリスの戦闘機である。イギリス空軍には採用されなかったが少数が製造され中国空軍、日本陸軍に少数機が納入された。
1928年にブラックバーンは、アームストロング・シドレー リンクス IVCエンジンを装着した軽戦闘機を自主開発した。木製構造の複葉機で1928年5月に完成した。性能は良好であったがイギリス空軍の受注は得られなかった。カナダ政府が興味を示し金属構造に改められたリンコック IIが製作され、1930年にテストされた。高等練習機としての採用が検討されたが、採用されず試作機は1933年、1934年に曲技飛行を公開した 。
最終型のリンコック IIIは5機が製作され、2機は中国空軍に、2機が日本陸軍に輸出され、1機はデモ機として残された。イタリア空軍も興味を示し、ピアジオが2座席練習機として生産するライセンス契約を結び、1機のピアジオP.11が生産されたが量産されることはなかった。

## 派生型
- リンコック I - 木製構造試作機、1機製作
- リンコック II - 金属構造試作機、1機製作
- リンコック III - 生産型5機製作

## 仕様
- 乗員： 1 名
- 全長： 5.94 m
- 全幅： 6.86 m
- 全高： 2.24 m
- 空虚重量： 601 kg
- 総重量： 944 kg

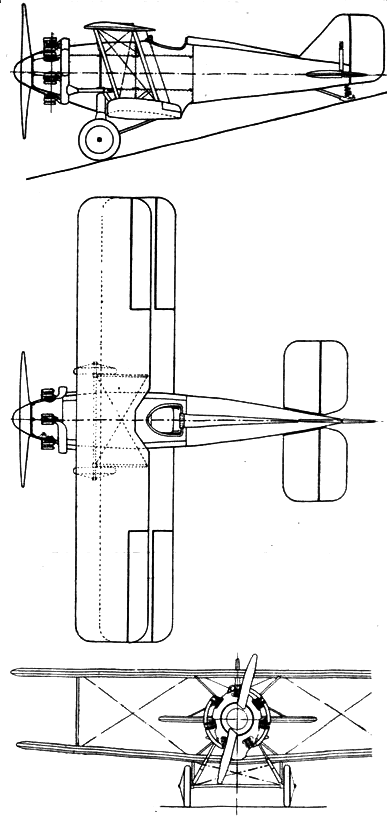
ブラックバーン リンコック

- エンジン： アームストロング・シドレー リンクス IVC 270 hp × 1 基
- 最高速度：264 km/h
- 航続距離：612 km